# Franciszek Stok
Franciszek Stok, właśc. Stock, niem. Franz Stok (ur. 20 marca 1880 w Dutovlje, zm. 4 marca 1935 w Sanoku) – podpułkownik piechoty Wojska Polskiego, działacz niepodległościowy.

## Życiorys
Urodził się 5 lutego lub 20 marca 1880 w Dutovlje/Gradyscha na obszarze późniejszej Jugosławii. Z pochodzenia był Słoweńcem. Był synem Józefa i Anny z domu Stok.
Jako żołnierz przydzielony z c. k. armii został awansowany na stopień kadeta piechoty c. k. Obrony Krajowej z dniem 1 września 1901. Został awansowany na stopień podporucznika c. k. Obrony Krajowej z dniem 1 listopada 1902. Służył w 14 pułku piechoty k.k. Landwehry w czeskim Brnie: jako kadet i zastępca oficera 1902, później jako oficer (1903, 1904). W kolejnych latach służył w 18 pułku piechoty k.k. Landwehry z Przemyśla (był oficerem tej jednostki od około 1905 do około 1913). W tym okresie został awansowany na stopień porucznika piechoty c. k. Obrony Krajowej z dniem 1 maja 1909. W latach 1910, 1911 pełnił funkcję komendanta oddziału broni maszynowej 3/L 18 w ramach 18 pułku piechoty. W październiku 1911 został przeniesiony z Sanoka do Przemyśla.
Około 1910 zaangażował się w działalność organizacji niepodległościowych i paramilitarnych. Służąc jako oficer w Sanoku miał możliwość prowadzenia zajęć terenowych oraz korzystania ze strzelnicy. Wykazywał zainteresowanie działaniami sanockiego oddziału Związku Strzeleckiego, stanowiąc rolę łącznika pomiędzy organizacją a władzami wojskowymi. Działał jako instruktor ZS (za jego pośrednictwem z sanockich koszar wypożyczano broń dla członków ZS), Drużyn Bartoszowych, VII Drużyny Strzeleckiej, prowadził kurs podoficerski w ramach Armii Polskiej. W 1910 był jednym z założycieli „Towarzystwa Łowieckiego w Sanoku” (wraz z nim m.in. dr Stanisław Domański). Był członkiem i zasiadał we władzach sanockiego gniazda Polskiego Towarzystwa Gimnastycznego „Sokół”. Po decyzji władz naczelnych Związku Polskich TG „Sokół” o militaryzacji związku w postaci tworzenia Stałych Drużyn Sokolich (także jako Sokole Drużyny Polowe) także w Sanoku powstała Stała Drużyna Sokola 29 czerwca 1913, jej komendantem został Franciszek Stok, a instruktorami szkolenia m.in. Bronisław Praszałowicz i Bolesław Mozołowski.
Przed 1914 pracował jako urzędnik. Po wybuchu I wojny światowej został powołany do służby czynnej w pierwszych dniach mobilizacji. Został ciężko ranny w bitwie w Karpatach przeciw Rosjanom. Ranę postrzałową w brzuch otrzymał koło Laborca. Następnie przebywał w szpitalu w Grazu. Po leczeniu przybył do Sanoka w 1915 w stopniu kapitana.
U kresu wojny, w październiku 1918, wraz z innymi osobistościami miejskimi (jako przewodniczący Wojciech Ślączka oraz m.in. Adam Pytel, Feliks Giela, Paweł Biedka, Karol Zaleski, Jan Rajchel, kpt. Antoni Kurka) funkcjonował w ramach powołanego 20 października 1918 Komitetu Samoobrony Narodowej. Wraz z Marianem Szajną był organizatorem polskiej siły zbrojnej, a dowodzone przez nich pierwsze patrole polskie rankiem 1 listopada 1918 wyruszyły z gmachu sanockiego „Sokoła” na ulice miasta. Tego samego dnia, wraz z M. Szajną, kpt. A. Kurką, prezesem sanockiego „Sokoła” Adamem Pytlem i burmistrzem Pawłem Biedką uczestniczył w rozmowach delegacji sanockiej Rady Miejskiej z komendantem wojskowej załogi c. i k. w Sanoku płk. Iwanem Maksymowiczem i mimo jego oporu dokonano rozbrojenia stacjonującego wówczas w miejscowych koszarach – pochodzącego z ziemi czeskiej – 54 pułku piechoty, po czym ok. 1000 żołnierzy jednostki (ok. 600 narodowości czeskiej i 300 narodowości niemieckiej) opuściło miasto. Jego staraniem wydano broń z sanockich koszar. 1 listopada 1918 wojskowi Antoni Kurka i Franciszek Stok stanęli na czele sokołów, skautów i ochotników, którzy zajęli koszary; w następstwie tego została powołana milicja ludowa, której komendantem został Kurka, a zastępcą Stok. Wówczas kpt. Stok objął komendę placu w Sanoku. Od 8 do 25 listopada 1918 był dowódcą tzw. „Batalionu Dzieci Sanockich”, oddając komendę placu kpt. Hoffmanowi. Następnie był organizatorem obrony miasta przed Galicyjską Ukraińską Armią.

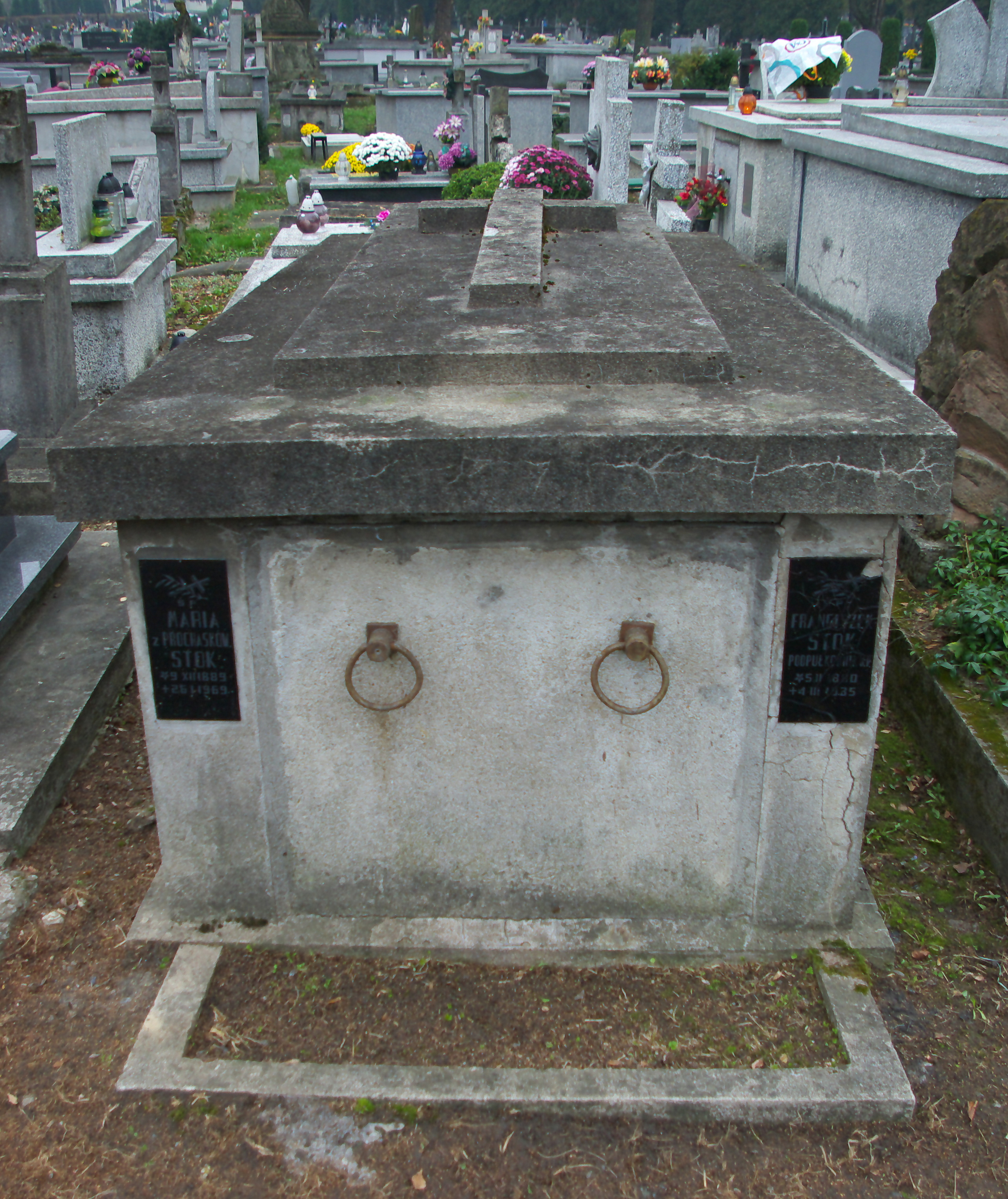
Grobowiec Franciszka i Marii Stoków w Sanoku

Uchwałą Rady Miejskiej w Sanoku z 2 stycznia 1919 został uznany przynależnym do gminy Sanok. Po zakończeniu I wojny i odzyskaniu przez Polskę niepodległości został przyjęty do Wojska Polskiego. W 1919 był działaczem zarządu powiatowego Związku Inwalidów Wojennych RP w Sanoku. 3 maja 1922 został zweryfikowany w stopniu majora ze starszeństwem z dniem 1 czerwca 1922 i 83. lokatą w korpusie oficerów piechoty. 22 lipca 1922 został zatwierdzony na stanowisku pełniącego obowiązki zastępcy dowódcy 57 pułku piechoty w Poznaniu z równoczesnym przeniesieniem z 2 pułku strzelców podhalańskich. W marcu 1924 został przeniesiony do 2 pułku strzelców podhalańskich na stanowisko zastępcy dowódcy pułku. 1 grudnia 1924 awansował na podpułkownika ze starszeństwem z dniem 15 sierpnia 1924 i 22. lokatą w korpusie oficerów piechoty. W styczniu 1928 został zwolniony z zajmowanego stanowiska i oddany do dyspozycji dowódcy Okręgu Korpusu Nr X, a z dniem 31 marca tego roku przeniesiony w stan spoczynku. Mieszkał w Sanoku. W 1934 pozostawał w ewidencji Powiatowej Komendy Uzupełnień Sanok, posiadając wtedy przydział do Oficerskiej Kadry Okręgowej Nr X i był wówczas przewidziany do użycia w czasie wojny.
Po odejściu z wojska zajmował się prowadzeniem gospodarstwa w Sanoku. W latach 20. był przewodniczącym zarządu Stowarzyszenia Łowieckiego w Sanoku. W latach 1920, 1921, 1922 pozostawał członkiem sanockiego „Sokoła”. W 1931 został członkiem Zarządu Tymczasowego Sanoka w czasie przyłączenia do miasta Posady Olchowskiej, a w 1932 został członkiem połączonej rady; był wówczas działaczem BBWR.
19 lipca 1913 w Kościele Przemienienia Pańskiego w Sanoku zawarł związek małżeński z Marią Leokadią Prochaską (1889-1969), siostrą Franciszka, z którą miał dwie córki: Annę Janinę wzgl. Joannę (ur. 1914) i Marię (ur. 1916). Rodzina zamieszkiwała przy ulicy Długiej 27 (pierwotnie budynek figurował pod numerem konskrypcyjnym 947). Obie córki ukończyły Gimnazjum Żeńskie im. Emilia Plater w Sanoku (Anna w 1932, Maria w 1934). W okresie okupacji niemieckiej żona i obie córki zostały aresztowane przez Gestapo i uwięzione. Ostatecznie dwie z nich odzyskały wolność, a Maria została wywieziona do niemieckiego obozu Auschwitz-Birkenau i tam zginęła w 1944. W 1935 mężem córki Anny został ppor. Aleksander Florkowski ze stacjonującego w Sanoku 2 pułku strzelców podhalańskich. Podczas II wojny światowej w domu rodziny Stoków zakwaterowanie otrzymywali polscy uciekinierzy kierujący się na trasy transgraniczne do Węgier. Zamieszkiwała tam także Jadwiga Prochaska, matka Franciszka Prochaski.
Franciszek Stok zmarł 4 marca 1935 w Sanoku. Został pochowany na cmentarzu przy ulicy Jana Matejki w Sanoku, gdzie spoczęła także jego żona Maria (1889–1969).

## Upamiętnienie

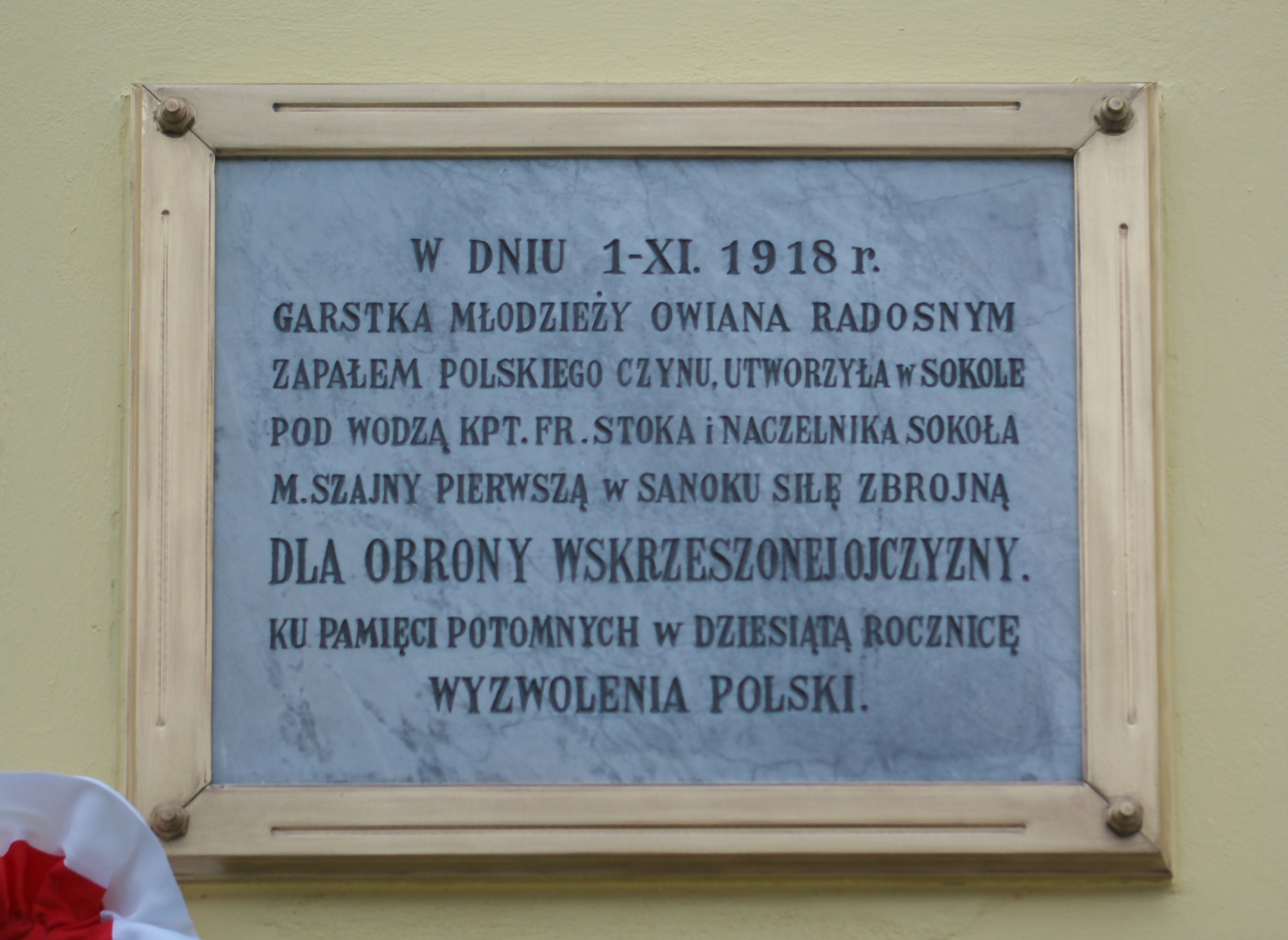
Tablica upamiętniająca na gmachu sanockiego „Sokoła”

Osoba Franciszka Stoka, jeszcze za jego życia, została upamiętniona na tablicy ustanowionej przez Komitet Obywatelski i odsłoniętej 1 listopada 1928 na frontowej elewacji gmachu „Sokoła” w Sanoku, dla upamiętnienia 10. rocznicy odzyskania niepodległości i wymarszu pierwszych polskich patroli z sanockiego Sokoła w dniu 1 listopada 1918. W czasie II wojny światowej została zdjęta, ukryta i przechowywana przez majstra budowlanego Emila Rudaka, po 1944 przekazana Muzeum Historycznemu w Sanoku. Ponownie odsłonięta 10 listopada 1988 w 70. rocznicę odzyskania niepodległości i ówczesnych wydarzeń w Sanoku. Inskrypcja brzmi: „W dniu 1-XI. 1918 r. garstka młodzieży owiana radosnym zapałem polskiego czynu utworzyła w Sokole pod wodzą kpt. Fr. Stoka i naczelnika Sokoła M. Szajny pierwszą w Sanoku siłę zbrojną dla obrony wskrzeszonej Ojczyzny. Ku pamięci potomnych w dziesiątą rocznicę wyzwolenia Polski”.
Poeta Janusz Szuber w swojej publikacji pt. Mojość z 2005 zawarł następujący fragment: Była pani Marychna koleżanką babki, zamknięta jakaś w sobie, na ciemnej żałobnej sukni gospodarski fartuch, rzadko pokazywała się w mieście, nigdy w kościele; mąż, pułkownik ck armii, utopił się w Sanie w późnych latach trzydziestych; córkę wywieźli do obozu i już nie wróciła, druga osiadła na stałe w Argentynie. Dom państwa Stoków, ciemny, jakby niezamieszkały, chłód tamtych pokoi i grafiki brata pani Marychny, Franciszka Prochaski z dalekiej Prowansji, i jakieś jego obrazy na ścianie.

## Odznaczenia
- Medal Niepodległości (16 września 1931, za pracę w dziele odzyskania niepodległości)[88]
- Krzyż Jubileuszowy Wojskowy – Austro-Węgry (ok. 1909)
- w 1915 posiadał dwa ordery austro-węgierskie[34]